# Welcome to the Party
«Welcome to the Party» (с англ. — «Добро пожаловать на вечеринку») — песня американского музыкального продюсера Дипло, марокканско-американского певца French Montana и американского рэпера Lil Pump с гостевым вокалом американской певицы Жавии Уорд. Авторами песни являются Montana, Pump, Jocelyn Donald, а продюсерами Дипло и Valentino Khan. Трек был выпущен Mad Decent, Epic Records и Warner Music Group 15 мая 2018 года в качестве второго сингла из саундтрека к фильму Дэдпул 2 (2018)

## Предыстория
Montana во время интервью на Beats 1 сказал: «Вы знаете Дипло, он один из лучших в своём деле, и так случилось, что у него был этот бит, над которым он работал. И мы с Lil Pump сделали ремикс на песню «Gucci Gang», и он сыграл его для меня, и то, как все сошлось, было просто волшебно».

## Участники записи
Адаптировано под Tidal.
- Дипло – продюсер, барабаны
- Валентино Кхан – продюсер, микс, мастеринг, барабаны
- Максимиллиан Джагер – барабаны, звукозапись
- Себастьян «Diablo» Делеон – звукозапись
- Барух «Mixx» Нембхард – звукозапись

## Чарты
| Чарт (2018)                           | Высшая позиция |
| ------------------------------------- | -------------- |
| Австралия (ARIA)                      | 87             |
| Канада (Billboard Canadian Hot 100)   | 55             |
| Чехия (Singles Digitál Top 100)       | 36             |
| Франция (SNEP)                        | 146            |
| Венгрия (Single Top 40)               | 31             |
| Венгрия (Stream Top 40)               | 17             |
| Новая Зеландия (RMNZ)                 | 8              |
| Португалия (AFP)                      | 60             |
| Шотландия (OCC Scotland)              | 93             |
| Словакия (Singles Digitál Top 100)    | 37             |
| США (Billboard Hot 100)               | 78             |
| США (Billboard Hot R&B/Hip-Hop Songs) | 37             |
| США (Billboard Rhythmic)              | 23             |

## Сертификации
| Регион | Сертификация | Продажи |
| --- | ------------ | ------- |
| Польша (ZPAV) | Золотой      | 10 000  |
| * Данные о продажах приведены только на основе сертификации. ^ Данные о тиражах приведены только на основе сертификации. |              |         |

## История релиза
| Регион    | Дата        | Формат                         | Лейбл                        | Ист.   |
| --------- | ----------- | ------------------------------ | ---------------------------- | ------ |
| Различные | 5 мая 2018  | Цифровая дистрибуция потоковое | Mad Decent Epic Warner Bros. | [ 3 ]  |
| США       | 22 мая 2018 | Contemporary hit radio         | Columbia                     | [ 18 ] |
| США       | 22 мая 2018 | Rhythmic contemporary radio    | Columbia                     | [ 19 ] |